# Невідзани (округ Злате Моравце)
Невідзани (словац. Nevidzany) — село в окрузі Комарно Нітранського краю Словаччини. Площа села 10,26 км². Станом на 31 грудня 2015 року в селі проживало 582 жителі.

## Історія
Перші згадки про село датуються 1275 роком.

## Населення
| Рік:            | 1994. | 2004.   | 2014.   | 2024.   |
| --------------- | ----- | ------- | ------- | ------- |
| Кількість осіб: | 631   | 611     | 593     | 560     |
| Різниця:        |       | -3,16 % | -2,94 % | -5,56 % |

| Рік:            | 2023. | 2024.   |
| --------------- | ----- | ------- |
| Кількість осіб: | 557   | 560     |
| Різниця:        |       | +0,53 % |